# 중화민국 입법원 내정위원회
중화민국 입법원 내정위원회(立法院內政委員會, Internal Administration Committee of the Legislative Yuan)는 중화민국 입법원의 산하에 있는 상무위원회이다. 내정, 선거, 양안관계, 원주민, 객가인, 해양 등에 관련된 정책과 내정부, 중앙선거위원회, 대륙위원회, 원주민족위원회, 하카위원회, 해양위원회 등의 사항에 관한 의안과 정책 법규에 관한 책임을 보유하고 있다.

## 같이 보기
- 중화민국 입법원